# Confine tra Cina e Corea del Nord
Il confine tra la Cina e la Corea del Nord (中朝边界/조선민주주의인민공화국-중화인민공화국 국경) descrive la linea di demarcazione tra i due Stati. Ha una lunghezza di circa 1.420 chilometri.

## Geografia
Le due nazioni sono divise, da ovest verso est, dal fiume Yalu, dal monte Paektu e dal fiume Tumen. Dandong, nella provincia cinese Liaoning, sul delta del fiume Yalu, è la più grande città prossima al confine, mentre sul lato nordcoreano del fiume sorge la città di Sinŭiju. Ambedue le città si trovano sul delta del fiume Yalu nel tratto occidentale del confine, vicino al Mar Giallo.
Le due sponde del fiume Yalu che separa i due Paesi sono collegate dal Ponte dell'Amicizia sino-coreana.
Vi sono 205 isole sul fiume Yalu. Un trattato tra la Cina e la Corea del Nord del 1962 divise le isole in base a quale gruppo etnico viveva su ognuna di esse. La Corea del Nord ne possiede 127 e la Cina 78. Per varie ragioni, talune isole, come l'isola di Hwanggumpyong, appartengono alla Corea del Nord, ma confinano con il lato cinese del fiume. Ad ogni modo ambedue i Paesi hanno diritto di navigazione nel fiume, nonché nel delta.
La sorgente del fiume Yalu è il lago Paradiso, nel cratere del monte Paektu. Questo lago è anche la sorgente del fiume Tumen, che forma la porzione più a est del confine.

## Particolarità

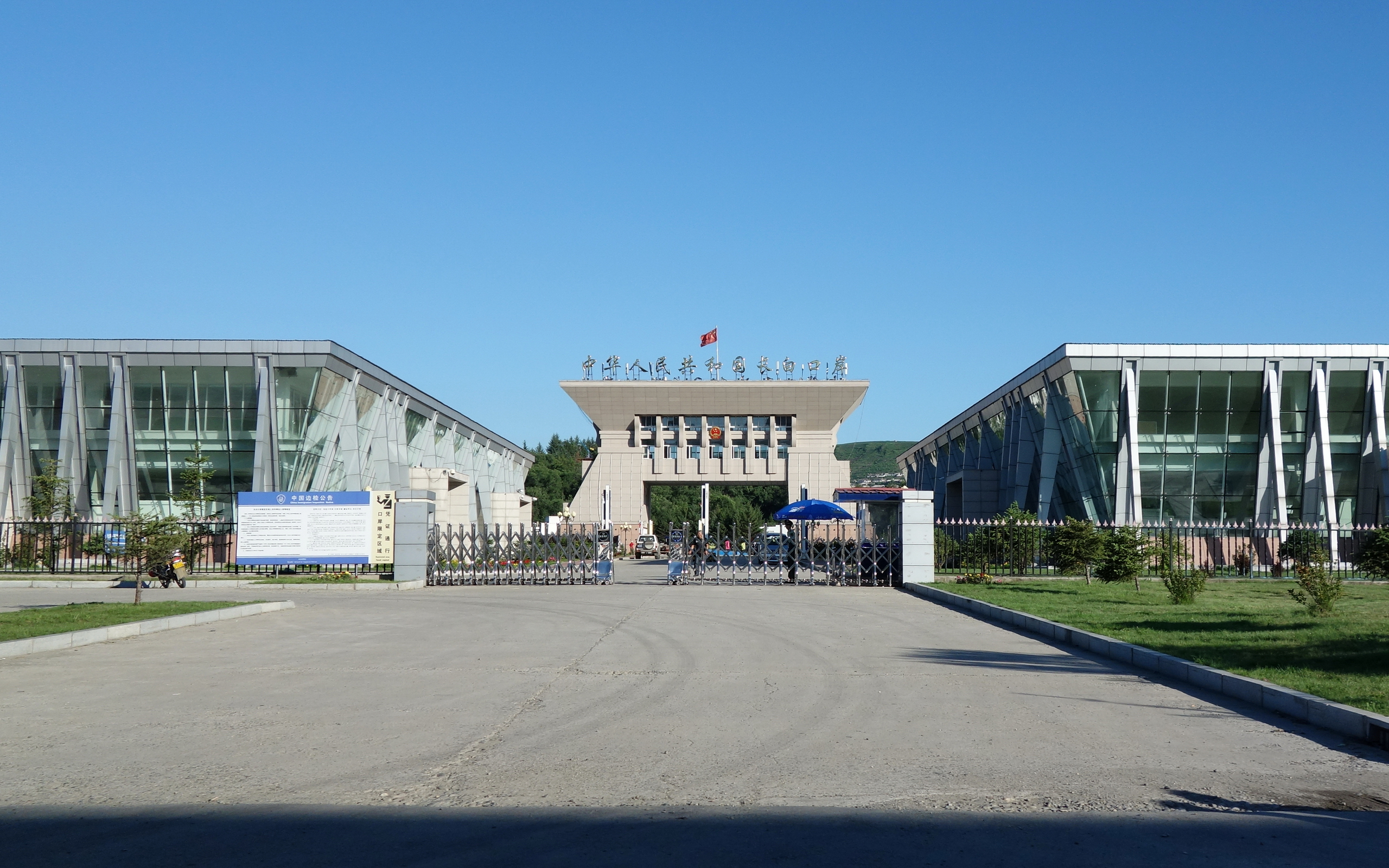
Confine visto dalla Cina presso i monti Changbai.

Il confine con la Cina è stato più volte definito come la "linea di demarcazione verso il mondo esterno" della Corea del Nord. Buona parte degli scambi commerciali tra i due Paesi transitano attraverso il porto di Dandong.
Poiché il segnale della rete di telefonia mobile cinese si estende per altri dieci chilometri nel territorio coreano, nel corso del tempo si è sviluppato nelle regioni attigue al confine un mercato nero di smercio di cellulari provenienti dalla Cina. Poiché in Corea del Nord le chiamate internazionali sono severamente proibite dal regime, i trasgressori si espongono a considerevoli rischi nell'acquisto di tali cellulari.
Peter Hessler, scrittore e giornalista statunitense, nel corso di una visita a Dandong notò che diverse coppie cinesi durante il giorno del loro matrimonio sono solite indossare giubbotti salvagente sopra i loro vestiti da sposi e farsi scattare fotografie lungo il confine con la Corea del Nord.

## Controllo del confine da parte della Corea del Nord
Il confine tra la Cina e la Corea del Nord non si ritiene totalmente invalicabile e protetto, come invece dovrebbe essere; molti disertori nordcoreani fuggono dal Paese attraverso tale confine.
Nel 2006 la Cina costruì una recinzione di 20 chilometri sul confine, vicino a Dandong, lungo i tratti del delta del fiume Yalu facilmente valicabili. La recinzione era alta due metri e mezzo e rinforzata con filo spinato.
Nel 2007 fu riportato che la Cina stava costruendo altre recinzioni lungo il confine.
Nello stesso anno, la Corea del Nord iniziò a costruire una recinzione di 10 chilometri lungo una riva del fiume Yalu, affiancata da un tratto di strada pensato appositamente per il controllo del confine.